# El ganso de oro
El ganso de oro (en alemán, Die goldene Gans) es un cuento de hadas escrito por los hermanos Grimm (cuento 64).

## Historia
El héroe de esta historia es el más joven de tres hermanos quienes le dan el apodo de Tontín. Su hermano mayor es enviado al bosque a recolectar madera, junto con un delicioso pastel y una botella de vino. Este hermano, después de haberse topado con un anciano hambriento en el camino y negarle un pedazo de comida, sufre un accidente y por ello es llevado a casa. El segundo hermano quien también es enviado a la misma tarea, goza del mismo destino. Sin nadie más a quien enviar, a Tontín le es encargada la tarea enviándolo al bosque tan sólo con un pan viejo y cerveza agria. Durante el recorrido, Tontín se encuentra con el mismo anciano que allanó a sus hermanos previamente; sin embargo, Tontín es generoso con él y comparte su comida aunque esta esté en mal estado, con la sorpresa de que al sacarla del saco, esta ya no era la de antes; el pan se había convertido en una deliciosa porción de pastel y la cerveza agria era ahora una gran botella de vino. 
A cambio de tal generosidad, el anciano obsequia a Tontín con un ganso de oro el cual es encontrado bajo las viejas raíces de un gran árbol que yacía en el bosque.
Con el ganso bajo su brazo, Tontín se va a un hostal, donde la hija del ama de llaves divisa al ganso de oro e intenta robar una de las plumas de este y se queda pegada a ella. Su hermana, quien llega a ayudarla, también se queda pegada. Entonces, la más joven de las muchachas decidida a no ser excluida del intento de sus hermanas de robar el ganso, acude allí y también se queda pegada. Tontín intenta ir a buscar ayuda al castillo, haciendo una fila de personas quienes se quedan pegadas a las primeras con solo tocarlas, entre ellas están: el sacerdote y su ayudante y dos campesinos que laboraban en las praderas.
En el castillo vive el rey con la princesa quien a causa de una terrible enfermedad no podía reír. Pero la triste princesa, al sentarse en la ventana y divisar los graciosos intentos de Tontín por tratar de mantener la fila en pie para poder llegar al castillo, comienza a reír desenfrenadamente. Algunas otras versiones, incluyen finales diferentes, como que gracias a la ayuda de sus amigos, Tontín gana el corazón de la princesa quien se desposa con él y ambos viven felices por siempre.

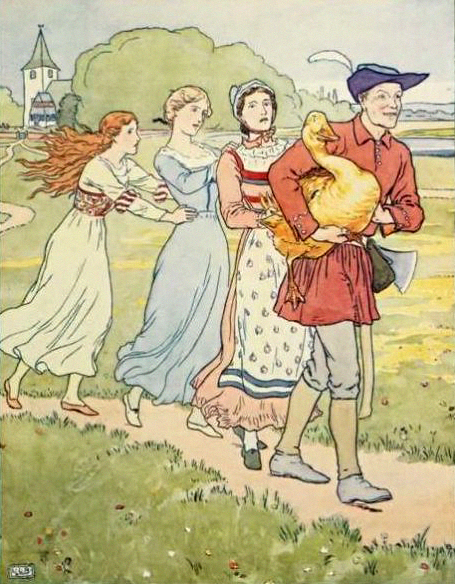
Tontín lleva a las tres hijas del ama de llaves al pueblo en busca de ayuda.

## Explicación literaria de la historia
Variados elementos en su estructura narrativa siguen elementos formulaicos de la metodología formulada por Antti Aarne y su traductor Stith Thompson, (El Sistema de clasificación Aarne-Thompson) y por el anterior método más generalizado de Vladimir Propp, quien usó el cuento folclórico ruso. Algunos otros métodos narrativos son también reconocibles.